# Queer Lion
Pour les articles homonymes, voir Queer (homonymie) et Lion (homonymie).

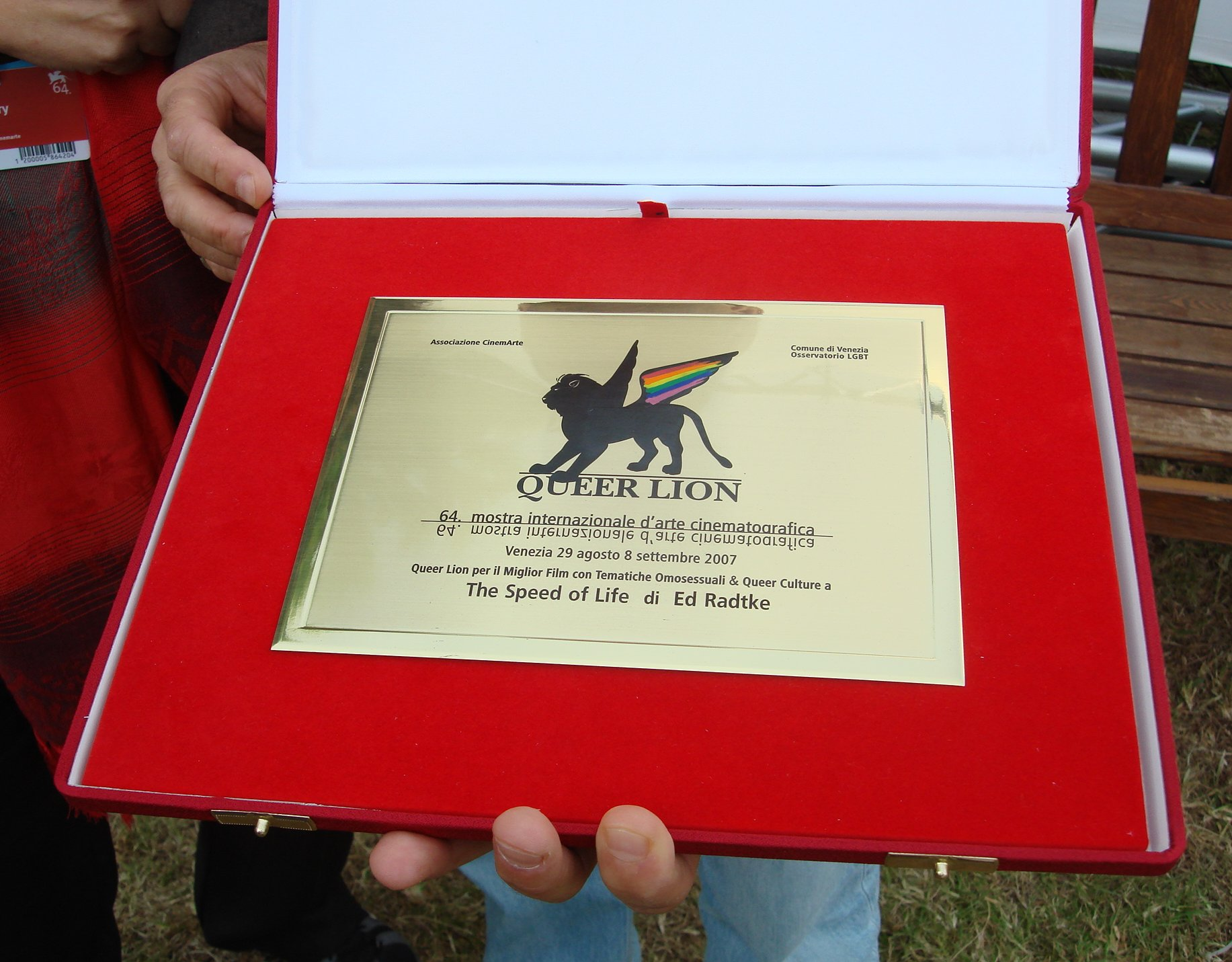
Queer Lion 2007 : The Speed of Life.

Le Queer Lion ou Leone queer est une récompense remise chaque année depuis 2007 lors de la Mostra de Venise.

## Historique
À l'occasion de la 64e Mostra de Venise, Marco Müller a décidé de faire décerner un nouveau prix, le Leone Queer ou Queer Lion, à un film dont le thème serait homosexuel(le) ou transgenre (voir homosexualité au cinéma). Ce prix est décerné par un jury présidé en 2007 par l'acteur britannique Alan Cumming. Le président de la Mostra, Marco Müller, a déclaré : « j'ai choisi de soutenir la proposition du Queer Lion comme un prix parallèle parce qu'il représente une reconnaissance due à une culture visuelle solide et toujours à l'avant-garde de l'horizon de l'art ».
Le prix sera décerné au meilleur film long métrage en compétition officielle (ou dans une compétition parallèle) qui présente une thématique gay ou un personnage gay, même si celui-ci ne tient pas le rôle principal. Le nom de Queer Lion est à comparer au Lion d'or, récompense de la Mostra.
« Nous ne sommes pas à la recherche du prochain Brokeback Mountain », a déclaré le directeur de ce prix, Daniele Casagrande dans un entretien, « nous sommes uniquement à la recherche de films qui font un portrait juste de personnages ou de thèmes gays ». Avec 22 films en compétition officielle et environ trois douzaines d'autres dans les autres compétitions, Casagrande s'attend à un peu plus d'une dizaine de films qui pourraient prétendre à ce premier prix .
La récompense consiste en une plaque dorée avec le lion ailé de Venise en noir avec l'arc-en-ciel typique du drapeau gay sur les ailes du lion. Un jury international décide du vainqueur. C'était une idée de Casagrande qui datait de 2003 qu'il a réussi à faire adopter par la Mostra.

## Palmarès
- 2007 : The Speed of Life d'Ed Radtke  États-Unis
  - Mention spéciale : Le Limier (Sleuth) de Kenneth Branagh  Royaume-Uni
- 2008 : Un altro pianeta (it) de Stefano Tummolini (it)  Italie
- 2009 : A Single Man de Tom Ford  États-Unis
  - Queer Lion d'honneur : Ang Lee  Taïwan
- 2010 : En el futuro (it) de Mauro Andrizzi  Argentine
- 2011 : Wilde Salomé (en) d'Al Pacino  États-Unis
- 2012 : The Weight (en) de Jeon Kyu-hwan  Corée du Sud
- 2013 : Philomena de Stephen Frears  Royaume-Uni
- 2014 : Les Nuits d'été de Mario Fanfani  France
- 2015 : Danish Girl de Tom Hooper  États-Unis  Royaume-Uni
  - Mention spéciale : Baby Bump de Kuba Czekaj  Pologne
- 2016 : Hjartasteinn (Heartstone) de Guðmundur Arnar Guðmundsson  Islande
- 2017 : Marvin ou la Belle Éducation de Anne Fontaine  France
- 2018 : José (en) de Cheng Li  Guatemala  États-Unis
- 2019 : El Príncipe (Le Prince) de Sebastián Muñoz  Chili
- 2020 : The World to Come de Mona Fastvold  États-Unis
- 2021 : La Dernière Séance (it) de Gianluca Matarrese  France
- 2022 : Aus meiner Haut (de) d'Alex Schaad (de)  Allemagne [2].
- 2023 : Housekeeping for Beginners (en) (Domakinstvo za Pocetnici) de Goran Stolevski  Macédoine
- 2024 : Soul of the Desert (en) (Alma del Desierto) de Mónica Taboada-Tapia  Colombie